# Vedran Pavlek
Vedran Pavlek (ur. 27 kwietnia 1973 w Zagrzebiu) – chorwacki narciarz alpejski, trzykrotny olimpijczyk. Później dyrektor reprezentacji Chorwacji w narciarstwie alpejskim.

## Kariera
W zawodach Pucharu Świata zadebiutował 12 grudnia 1993 roku w Val d’Isère, gdzie zajął 80. miejsce w supergigancie. Nigdy nie zdobył punktów w zawodach tego cyklu.
Startował na igrzyskach olimpijskich w Albertville w 1992 roku, gdzie nie ukończył giganta i supergiganta, a w slalomie zajął 36. miejsce. Na rozgrywanych cztery lata później igrzyskach w Lillehammer uplasował się na 27. pozycji w gigancie i 41. w supergigancie. Brał również udział w igrzyskach olimpijskich w Nagano w 1998 roku, gdzie zajął 30. miejsce w supergigancie i 28. miejsce w gigancie. Zajął też między innymi 21. miejsce w gigancie mistrzostwach świata w Sierra Nevada w 1996 roku.

## Osiągnięcia

### Igrzyska olimpijskie
| Miejsce | Dzień     | Rok  | Miejscowość | Konkurencja | Czas biegu | Strata | Zwycięzca            |
| ------- | --------- | ---- | ----------- | ----------- | ---------- | ------ | -------------------- |
| DNF     | 16 lutego | 1992 | Albertville | Supergigant | 1:13,04    | –      | Kjetil André Aamodt  |
| DNF1    | 18 lutego | 1992 | Albertville | Gigant      | 2:06,98    | –      | Alberto Tomba        |
| 36.     | 22 lutego | 1992 | Albertville | Slalom      | 1:44,39    | +12,89 | Finn Christian Jagge |
| 41.     | 17 lutego | 1994 | Lillehammer | Supergigant | 1:32,53    | +5,98  | Markus Wasmeier      |
| 27.     | 23 lutego | 1994 | Lillehammer | Gigant      | 2:52,46    | +6,45  | Markus Wasmeier      |
| DNF1    | 27 lutego | 1994 | Lillehammer | Slalom      | 2:02,02    | –      | Thomas Stangassinger |
| 30.     | 16 lutego | 1998 | Nagano      | Supergigant | 1:34,82    | +4,81  | Hermann Maier        |
| 28.     | 19 lutego | 1998 | Nagano      | Gigant      | 2:38,51    | +9,03  | Hermann Maier        |

### Mistrzostwa świata
| Miejsce | Dzień     | Rok  | Miejscowość   | Konkurencja | Czas biegu | Strata | Zwycięzca            |
| ------- | --------- | ---- | ------------- | ----------- | ---------- | ------ | -------------------- |
| 27.     | 10 lutego | 1993 | Morioka       | Gigant      | 2:15,36    | +6,61  | Kjetil André Aamodt  |
| 46.     | 13 lutego | 1996 | Sierra Nevada | Supergigant | 1:21,80    | +4,07  | Atle Skårdal         |
| 21.     | 23 lutego | 1996 | Sierra Nevada | Gigant      | 1:58,63    | +7,63  | Alberto Tomba        |
| 23.     | 12 lutego | 1997 | Sestriere     | Gigant      | 2:48,23    | +12,55 | Michael von Grünigen |

### Mistrzostwa świata juniorów
| Miejsce | Dzień     | Rok  | Miejscowość | Konkurencja | Czas biegu | Strata | Zwycięzca      |
| ------- | --------- | ---- | ----------- | ----------- | ---------- | ------ | -------------- |
| 48.     | 26 lutego | 1992 | Maribor     | Supergigant | 1:08,11    | +3,79  | Tobias Hellman |
| 24.     | 28 lutego | 1992 | Maribor     | Gigant      | 2:04,26    | +4,03  | Michel Stuffer |

### Puchar Świata

#### Miejsca w klasyfikacji generalnej
- sezon 1993/1994: -
- sezon 1994/1995: -
- sezon 1995/1996: -
- sezon 1996/1997: -
- sezon 1997/1998: -

#### Miejsca na podium
Pavlek nigdy nie stanął na podium zawodów PŚ.